# Куля Полєва

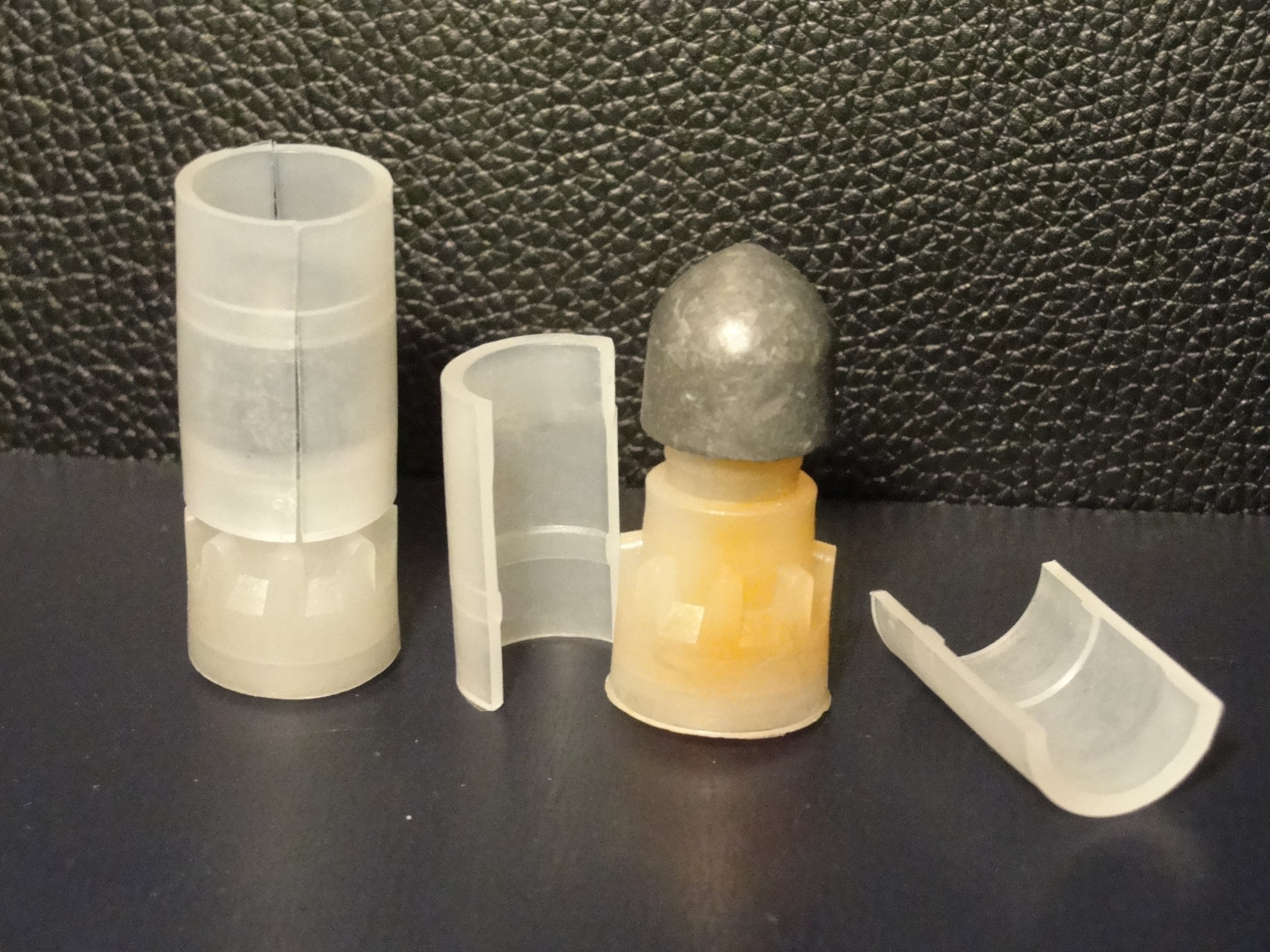
Куля Полєва першої модифікації 16 калібру, в зібраному і розібраному вигляді

Куля Полєва (рос. Пуля Полева) — поширена в СРСР куля для гладкоствольної мисливської зброї, названої на честь її розробника В. В. Полєва (рос. В. В. Полева). Належить до стрілочного типу куль — являє собою свинцевий вражаючий елемент, з'єднаний з пластмасовим хвостовиком; для поліпшення обтюрації і кращого проходження кулі каналом ствола на свинцеву головну частину вдягається пластмасовий контейнер, що відокремлюється від кулі після її вильоту зі ствола. Куля існує в декількох варіантах.

## Загальний вигляд
Куля Полєва складається з трьох частин:
1. Власне куля, що виготовляється з сплаву свинцю. Існують варіанти кулі зі сталі або латуні. Куля має конічну форму, в її нижній частині — стрижень, призначений для посадки кулі в пластмасовий хвостовик.
2. Хвостовик, або пиж-стабілізатор, виготовлений з пластмаси (зазвичай поліетилену високого тиску), в передній циліндричній частині якого є глухий отвір під центральний стрижень кулі. При пострілі свинцева головна частина під впливом перевантаження щільно втискається в хвостовик, так що не відокремлюється від нього навіть при влученні в ціль. На стабілізаторі сконструйовані похилі ребра, які, за задумом конструкторів, повинні надавати кулі обертання в польоті (в останніх варіантах кулі ребер зазвичай 6[1]). Хвостовик також відіграє роль обтюратора.
3. Контейнер, що складається з двох половинок, вдягають на головну частину кулі і вводять в гільзу при спорядженні. Внутрішня поверхня контейнера виконана за формою головної частини кулі. Стовщена нижня частина спирається в ребра хвостовика. При покиданні ствола контейнер розділяється на дві половинки і відлітає від кулі[2][3].

## Історія створення
Розробка кулі відноситься до початку 1980-х років. В 1983 році інженер Кіровського заводу мисливського та рибальського спорядження Росохотриболовсоюза В. В. Полєв подав прохання провести випробування розробленої і виготовленої ним нової кулі, в якій неминуча деформація свинцевої кулі при пострілі використовувалася для міцного закріплення її на пижі-стабілізаторі. Спочатку куля мала авторську назву «Вікторія».
Куля одразу була схвально сприйнята мисливцями. Згодом автором кулі були створені ще дві її модифікації (кулі Полєва-2 і Полєва-3), що мають менший діаметр головної частини, змінений хвостовик і пиж-обтюратор, що відокремлюється. В третій модифікації головна частина плоска, з експансивною порожниною, що полегшує деформацію при влучанні.
Відтоді з'явилися кілька інших варіантів кулі Полєва, створені різними розробниками.

## Особливості та застосування
Куля Полєва широко застосовується в країнах колишнього СРСР для полювання на велику дичину — насамперед, кабана, лося і ведмедя. За даними розробників, куля Полєва у всіх її варіантах є, ймовірно, найкращою серед всіх радянських/російських куль для гладкоствольної зброї за точністю бою. За умови якісного виготовлення і правильного спорядження патрона ця куля забезпечує впевнений постріл на 100, 120 і навіть 150 м. Висока швидкість кулі надає їй досить настильну траєкторію, що також є значною перевагою в порівнянні з іншими кулями для гладкоствольних рушниць. Дулова енергія кулі — 2500 … 3000 Дж достатня для впевненої поразки копитної дичини на всіх дистанціях стрільби з гладкоствольної зброї. Навіть автори, які розробили і просували на ринок інші типи куль, називали кулю Полєва однією з найвдаліших.

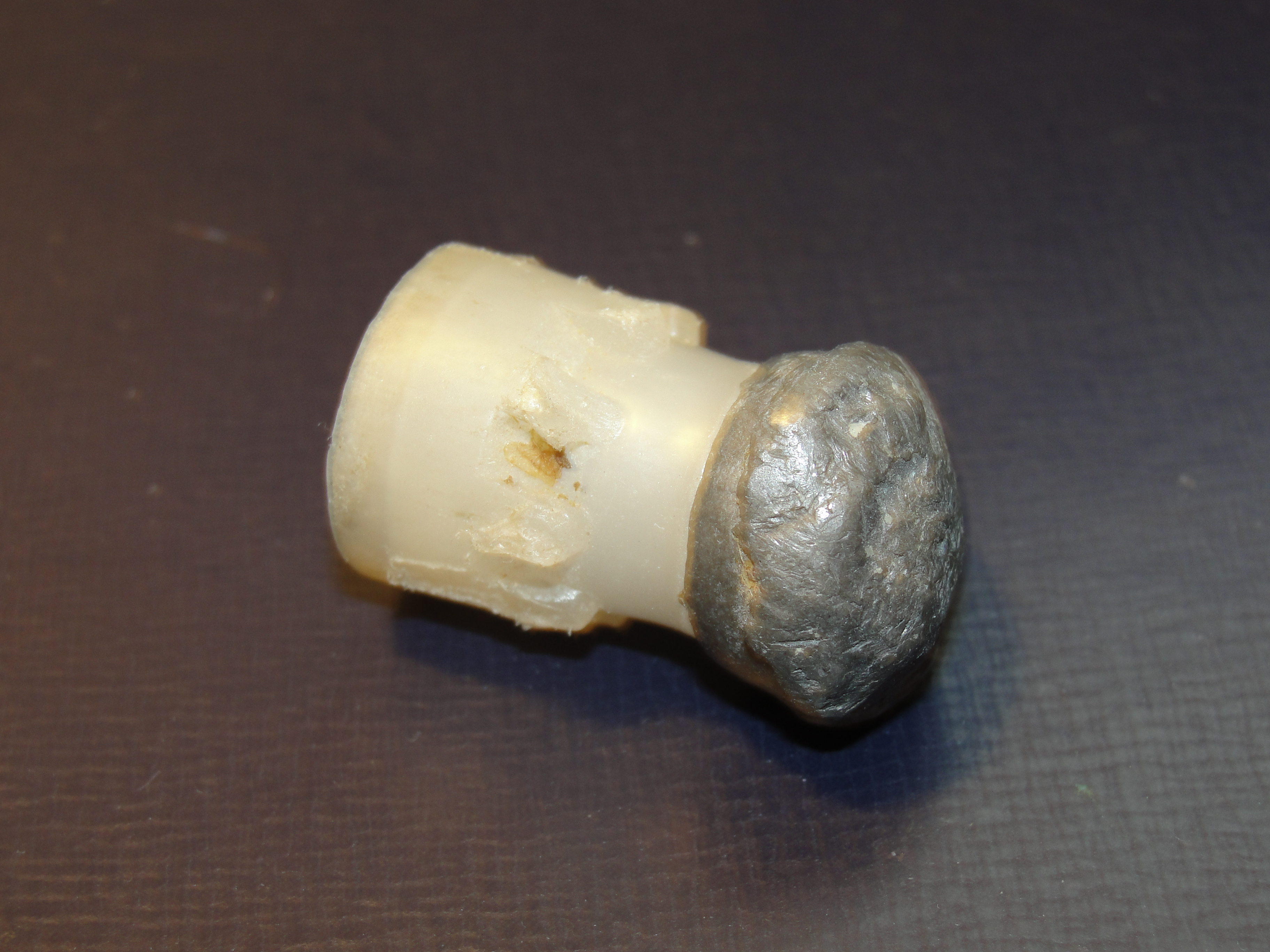
Куля Полєва, деформована після влучення в лося

При всіх перевагах кулі Полева вона має і деякі недоліки. У першу чергу до них належить надто мала вага кулі — так, свинцева частина кулі 12 калібру важить тільки 28-29 г, що негативно позначається на забійній здатності (куля Маєра або куля Бреннеке 12 калібру важать 33-35 г). Експресна порожнеча в головній частині кулі в деяких її модифікаціях дає посилення забійної здатності тільки на близьких відстанях.
Крім того, куля Полєва погано підходить для стрільби в заростях, високій траві і т. д. — зачіпаючи навіть незначні перешкоди, вона сильно відхиляється. Цей недолік частково усунений в модифікаціях кулі, виконаних з твердішого за свинець матеріалу (сталі або латуні). При низьких температурах постріл цієї кулею також може бути неповноцінним через втрату еластичності пластмасового хвостовика.
До недоліків можна віднести і те, що наявність пластмасових деталей і складна форма кулі роблять практично неможливим її виготовлення в домашніх умовах.